# Off the record (álbum de Karl Bartos)
Off the record es el segundo álbum de estudio publicado con su nombre real por el músico electrónico alemán Karl Bartos antiguo integrante del grupo Kraftwerk. Publicado el 15 de marzo de 2013, a través del sello Bureau B, cuenta con la colaboración de Johnny Marr (The Smiths) y Bernard Sumner (Joy Division / New Order) como artistas invitados.

## Producción

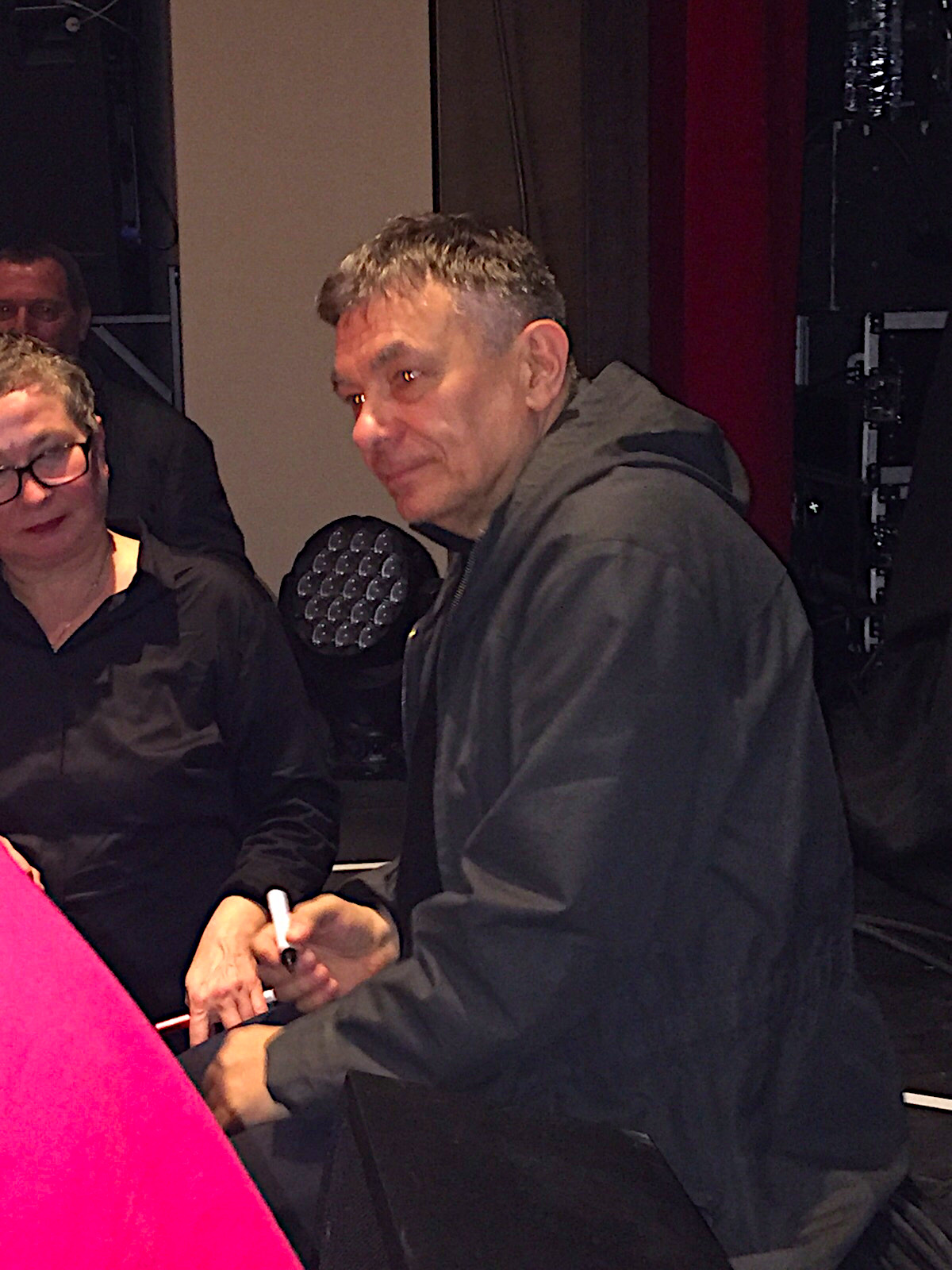
Karl Bartos firmando tras un concierto en Leipzig (2015)

Diez años después de la publicación de Communication (2003) el propietario del sello Bureau B, vecino de Bartos, contactó con el para ofrecerle la edición de un nuevo disco. La intención de la compañía era publicar cualquier material de archivo en que pudiera haber trabajado el exmiembro de la alineación clásica de Kraftwerk durante su estancia en la formación electrónica alemana.

"Tras un tiempo (el responsable de Bureau B) me convenció. Lo que quería inicialmente, su deseo, era que le proporcionara algunas grabaciones antiguas y él se encargaría de publicarlas. Pero pensé: "No, no puedo hacerlo, primero tiene que escucharse adecuadamente". Me llevó semanas transferir todos mis datos antiguos a la computadora".
Karl Bartos (2013) 

Tras descartar inicialmente la idea Bartos aceptó el encargo con un nuevo enfoque: a partir de esas grabaciones antiguas de archivo, reformularía ese material en algo distinto añadiendo nuevas instrumentaciones, arreglos y producción.

"Se trata de reencontrarte con tu yo joven. Cogí ideas de aquel pasado y las llevé al presente. Lo que quería era combinar estas dos eras, reevaluar mis ideas. Así que el disco es 100% mi antiguo yo y 100% mi yo actual."
Karl Bartos (2013) 

Una vez analizado y organizado todo el material disponible el músico se encontró con varias horas de ritmos, riffs, sonidos, acordes y melodías que había grabado extraoficialmente entre 1975 y 1993 durante su etapa en Kraftwerk y tras su salida del grupo.

"Publicábamos muy poco. Este fue uno de los principales motivos por los que dejé el grupo, porque yo quería componer y quería una vida propia. Estaba cerrado a cal y canto: no podía hacer nada más excepto Kraftwerk, éste era el pacto. La decisión no tuvo nada que ver con la música o con el arte. Lo que hacíamos estaba bien. Tuvo más que ver con el hecho de cumplir los 40: quería ser independiente, no quería que nadie tomara decisiones por mí, necesitaba hacer mi."
Karl Bartos (2013) 

El resultado final es un álbum con 12 canciones basadas en las cintas de archivo de Bartos, unidades zip o archivos informáticos, combinándolos con nuevos sonidos, regrabaciones o voces modificadas con vocoder.

"No tengo nada en contra de los DJ pero sí en la cultura de la música: es un momento muy difícil para que la cultura de la música evolucione porque el modelo de negocio no existe. Y cuando no hay dinero involucrado no hay innovación."
Karl Bartos (2013) 

## Listado de canciones
Todas las canciones compuestas por Karl Bartos, excepto las anotaciones
Todas las canciones escritas y compuestas por Karl Bartos. 
| N.º | Título                                                                        | Duración |  |
| 1.  | «Atomium»                                                                     | 3:16     |  |
| 2.  | «Nachtfahrt»                                                                  | 3:30     |  |
| 3.  | «International Velvet»                                                        | 4:38     |  |
| 4.  | «Without a Trace of Emotion»                                                  | 3:28     |  |
| 5.  | «The Binary Code»                                                             | 1:42     |  |
| 6.  | «Musica Ex Machina» (Compuesta por Karl Bartos, Johnny Marr y Bernard Sumner) | 5:16     |  |
| 7.  | «The Tuning of the World»                                                     | 3:33     |  |
| 8.  | «Instant Bayeruth»                                                            | 3:36     |  |
| 9.  | «Vox Humana»                                                                  | 2:56     |  |
| 10. | «Rhythmus»                                                                    | 4:17     |  |
| 11. | «Silence»                                                                     | 0:06     |  |
| 12. | «Hausmusik»                                                                   | 3:30     |  |

## Personal
- Karl Bartos - producción, voces e instrumentos electrónicos[9]
- Mathias Black - grabación, mezcla y masterización
- Wolfgang Kulas - síntesis de formantes
- Jürgen Scriba - consultor científico

## Posición en listas
- Alemania - 44[10]
- Bélgica - 161[11]
- Suecia - 47[12]